# 早稲田アカデミー
早稲田アカデミー（わせだアカデミー）は、関東地方に展開する中学・高校・大学受験専門進学塾。
略称は「早稲アカ」。名前の由来は創業者が早稲田大学大学院を修了し、早稲田アカデミーの前身が「早稲田大学院生塾」だったことに由来するもので、早稲田大学とも東京都新宿区早稲田の地名とも直接の関係はない。

## 概要
1975年に創業者である須野田誠が、杉並区阿佐ヶ谷で始めた小中学生対象の学習塾に端を発する。2001年に高校入試において、早慶附属高校合格者数1位になる。この地位は2024年現在も守り続けており、同年の合格者数は1553名（定員約1520名）と、24年連続で全国1位である。また同年の開成高校合格者数は107名と、17年連続で全国1位である。

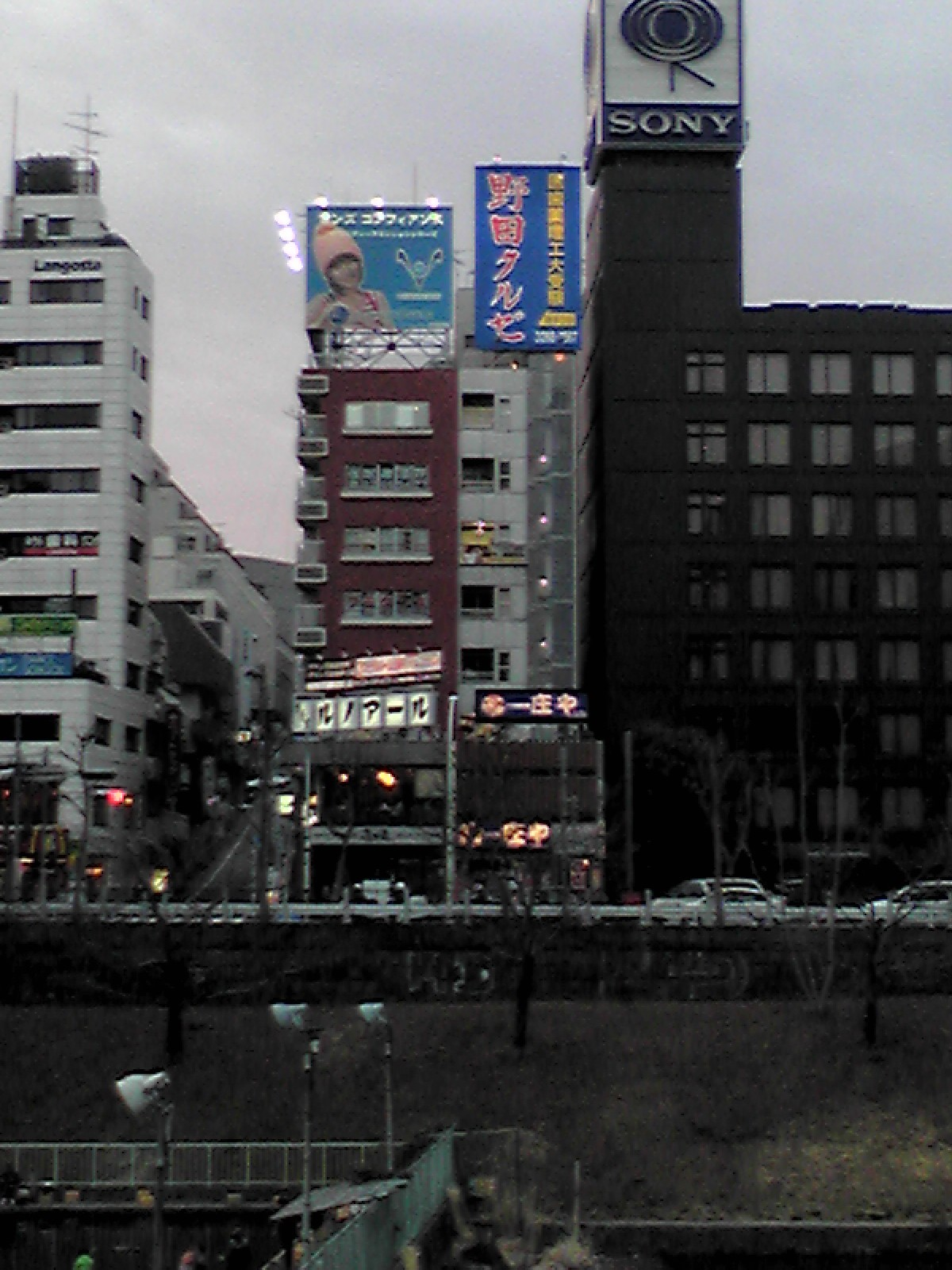
野田クルゼ

2005年に医歯薬専門予備校「野田クルゼ」の運営会社である株式会社野田学園を買収し連結子会社とした。
2007年夏に、2008年3月期の業績に関し、大幅な業績下方修正を発表。東進ハイスクール等を運営している株式会社ナガセが、早稲田アカデミーの株式取得を進めており、2007年12月26日時点で取得株数は680,000株となり、公表ベースで8.86%を保有している（財務省5%ルール報告：2007年12月26日受付分）。2010年3月からは現役高校生を対象に新しく「野田クルゼ現役館」を開設し、現役生と浪人生のすみわけを図った。
2010年8月に、株式会社明光ネットワークジャパンと資本業務提携し、両社で「早稲田アカデミー個別指導学館」の新規立ち上げを発表。2010年9月に、創業者の妻・須野田珠美が保有していた株式の一部を英進館株式会社に市場外（相対取引）で譲渡したため、筆頭株主が株式会社ナガセに変更となった。
塾生数は約46,825人（連結）。教室数は185（連結）。（2024年3月1日現在）

## 沿革
- 1974年（昭和49年）11月 - 大鵬機械株式会社設立。
- 1975年（昭和50年）7月 - 創業者が杉並区阿佐谷南に学習指導サークルを開始。
- 1976年（昭和51年）3月 - 学習塾・「早稲田大学院卒業生塾」を開始。
- 1979年（昭和54年）7月 - 早稲田大学院生塾の事業を、大鵬機械株式会社に営業譲渡。大鵬機械株式会社が、株式会社早稲田大学院生塾に商号変更。
- 1985年（昭和60年）12月 - 株式会社早稲田大学院生塾が、株式会社早稲田アカデミーに商号変更。
- 1989年（平成元年）1月 - 本社を杉並区から豊島区池袋（いちご池袋ビル）へ移転
- 1997年（平成9年）9月 - 株式会社四谷大塚と提携。
- 1999年（平成11年）2月 - 株式店頭公開。
- 2001年（平成13年）4月 - 株式会社秀文社（サイシン運営会社）と資本業務提携。
- 2007年（平成19年）
  - 1月 - 東京証券取引所第2部上場
  - 5月 - 株式会社野田学園（野田クルゼ運営会社）を子会社化。
  - 7月 - 株式会社ビーケア（映像配信システム会社）を子会社化。
- 2008年（平成20年）2月 - 株式会社秀文社との資本提携を解消し、株式売却（業務提携のみに）。
- 2010年（平成22年）8月 - 株式会社明光ネットワークジャパンと資本業務提携。
- 2012年（平成24年）12月 - 東京証券取引所第1部に指定替え。
- 2014年（平成26年）7月 - テイエス企画株式会社（トフルゼミナール）と業務提携
- 2018年（平成30年）1月 - 学習塾QUARDを運営する株式会社集学舎を子会社化
- 2019年（令和元年）8月 - 本社をダイヤゲート池袋へ移転

## 中学受験部
- 小学1年生、2年生は「スーパーキッズコース」と呼ばれ、中規模・大規模の校舎にて開講されている。クラスは、ExiV校舎では1SKA,1SKB...2SKA,2SKB...通常校舎では1SK1,1SK2...2SK1,2SK2...と名称がつけられている。
- 小学3年生は「ジュニアコース」と呼ばれる。小3以降は、中学受験コースが設置されている全ての校舎で開講されている。クラスは、3J1,3J2,3J3...と名称がつけられている。SPICAの要素を取り入れた3JSクラスも一部校舎に設置されている。いずれも６週に一度のマンスリーテストにてクラス分けが行われている。
- 小学4年生からは「Sコース」と呼ばれる。Sクラス相互間のクラス分け基準は四谷大塚主催の公開テストなどを使用する。四谷大塚のカリキュラムテストのコースは、四谷大塚のクラス基準を用いる。クラス分けは、上位からSS1,SS2...,SB1,SB2...,SA1,SA2...と名称がつけられる。メインの教材は四谷大塚の予習シリーズ。また副教材に四谷大塚の演習問題集や、練成問題集などのオリジナル教材を使用している。
- 小学４年生、5年生は2週間に1度「カリキュラムテスト」、小学6年生では毎週、「週テスト（YTテスト）」が行われる。出題範囲はあらかじめ、決まっている。
- 「組み分けテスト」は5週に一度、実施される。そのテストの出題範囲は広く、このテストの結果で生徒の行くクラスが変動する。小学4年生、5年生は年に9回、小学6年生は前期中に4回、実施される。
- 小学6年生では、難関校突破のため、NN（「何がなんでも」の略）クラスという選抜試験によって選ばれた志望校別の講座も設けられている。これは各志望校別コースが主催する模試にて資格を得ることができる。
- また、小学5年生ではSSクラスに対象期間に該当している生徒に対して、月に1度のNNジュニアを開講しているほか、小学4年生でも2021年度から夏期集中特訓でのみこれを開講している。
- このほか、2016年7月には自由が丘に最難関校向塾「中学受験SPICA」を設立。

## 高校受験部
- 高校受験用の教材は教育開発出版の「新中学問題集」がメインである。
- 小学5年生から中学受験予定の生徒は「Sコース」高校受験予定の生徒は「Kコース」またはExiV校舎では「Pコース」(5K、6Kと名がつく)を選択できる。
- 通常校舎では、特訓（1T1,1T2...）・レギュラー（1R1,1R2...）と分けられるが、ExiV校舎では、SKクラス（1SK1,1SK2...）・Sクラス（1S1,1S2...）とクラス名称が異なる。このほかExiV校舎では、小学６年生の理社の授業が実施されるほか、中学1年生・2年生では、理社SKクラスと呼ばれる上位クラス用の理社授業が開講されている。
- 中学1年生からは選抜クラス（1Tまたは1SK1,1SK2...） とレギュラーコース（1R1,1R2...または1S1,1S2...）に分かれる。
- 特訓・SKクラスは、「特訓・SKクラス選抜試験」、「駿台学力テスト」、「難関チャレンジ公開模試」の試験結果で合否判定される。「特訓・SKクラス選抜試験」、「駿台学力テスト」、「難関チャレンジ公開模試」は、3ヶ月に一度行われる。
- R・Sクラス相互間のクラス分けは「学力判定テスト」（教育開発出版主催）を主に使用して、その得点によって生徒たちのクラスが決まる。この必修テストは毎月行われる。
- 外部生も参加可能な「定期テスト対策授業」が無料で実施されるが、学校単位で規模は小規模。
- 2011年度には開成・慶應女子に加え、筑駒の合格者数が日本一となり、開成の合格者数は塾業界史上最多を記録した。2013年度には、日比谷高校の合格者数で日本一を達成している。
- 早慶附属校の合格実績は2025年現在で24年連続日本一であり、毎年1400～1700名近くを出しており、この数値は業界1位である[要出典]。

## 大学受験部
- かつては「success18」ブランドで展開していたが現在では使用しておらず、「大学受験部」というブランド名に変わっている。
- 教材はオリジナルテキストを使用。
- クラスは中高一貫向けのTW（選抜）、高校受験向けのT（選抜）、SK（難関私大希望者）、R（大学受験一般）になっている。
- FITというプリント演習講座があり、授業で学んだことを演習する。

## 合宿
「日本一の夏期合宿」と銘打ち、毎年8月に志賀高原（小4、小5）と苗場（小6K、中1、中2）で夏期合宿を行っていた。2020年以降は、夏期集中特訓と名称を変え、拠点校舎や都心部の貸し会議室にて行っている。2023年からは夏期合宿を再開している。

## 不祥事

### 盗難事件
2015年8月10日、志賀高原で行われていた夏期合宿で、宿泊先のホテルで生徒から預かった貴重品が、盗難に遭った事実が発覚した。早稲田アカデミーによると、生徒およそ340人の財布と、スマートフォンおよそ120台が盗難されたという。合宿は8日～12日までの日程で実施され、初日に生徒から貴重品を集めていた。貴重品は、例年はホテルに預けていたが、今年は部屋ごとに集めて布袋に入れ、それらを初日の夕方に複数の段ボール箱に入れ、ホワイトボードで仕切ったロビーの一角に置いていた。9日午前2時には、置いていたのを塾側が確認したが、午前7時に再度確認したところ、盗難されていたという。ホテルは塾の貸し切りで、玄関は無施錠で、生徒は一人あたり3000～4000円を所持していた。塾の担当者は「数人が相部屋のため、子ども同士の盗難やトラブルを防ぐ目的で貴重品を集めた」と説明し、謝罪。塾側は9日、長野県警中野署に被害届を提出し、保護者全員に電話で事情を説明したという。
2015年8月11日、山本豊取締役が、管理不足を謝罪。被害について、同塾が合宿参加者全員への全額補償を発表した。なお、他のホテルで行っている合宿では、被害の報告はなかったという。
2015年8月11日に、公式サイト上で、本件に関する謝罪と保護者への告知が行われた。また、2015年8月14日には、本件に関する見解を公開。2015年10月26日には、その後の状況も報告している。
2016年5月11日、別の窃盗事件で既に逮捕されていたホテルの元従業員が本事件について窃盗と建造物侵入の疑いで再逮捕され、容疑を認めている。

## 番組提供
- ニューミュージックマインドポップス（1990年10月 - 1991年9月） - TBSラジオ、日曜23:05 - 24:00
  - 「野田クルゼ」（野田学園）が提供